# Viviers-le-Gras
Viviers-le-Gras ist eine französische Gemeinde mit 182 Einwohnern (Stand 1. Januar 2022) im Département Vosges in der Region Grand Est. Sie gehört zum Arrondissement Neufchâteau und zum Gemeindeverband Les Vosges côté Sud-Ouest. Die Bewohner werden Vivarois und Vivaroises genannt.

## Geografie

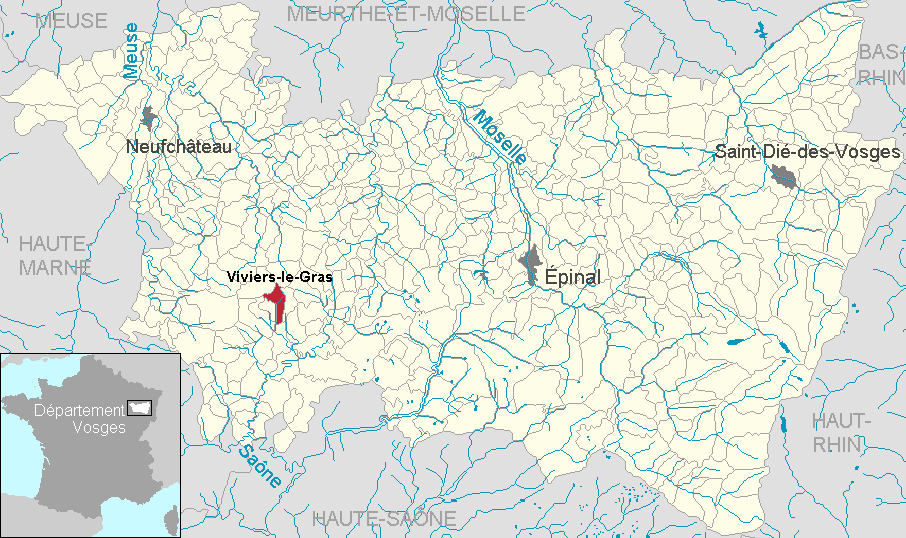
Lage der Gemeinde Viviers-le-Gras im Département Vosges

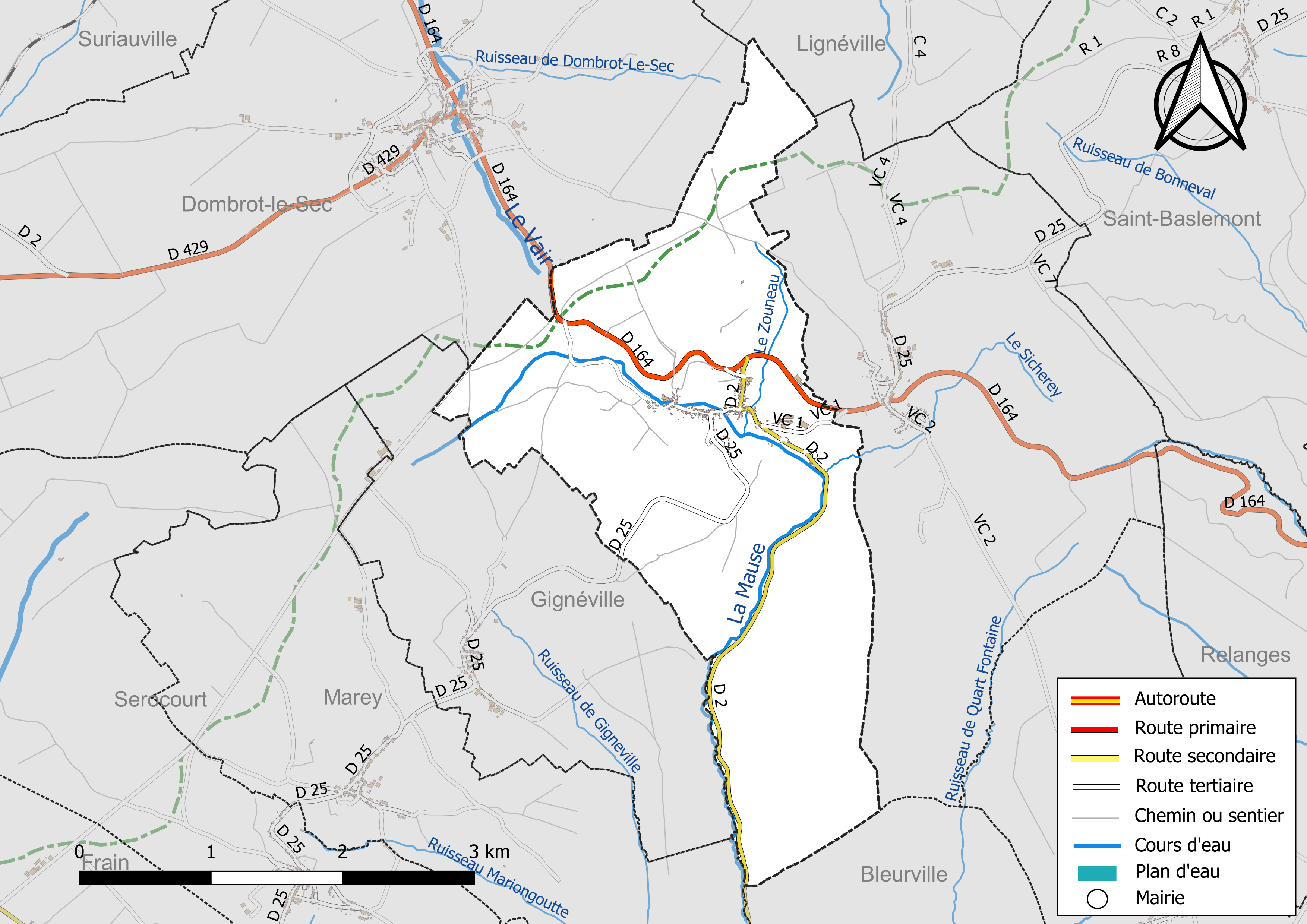
Gewässer und Verkehrswege der Gemeinde

Die Gemeinde Viviers-le-Gras liegt etwa neun Kilometer südlich von Vittel und etwa 38 Kilometer westsüdwestlich von Épinal im äußersten Südwesten Lothringens. Im Westen der Gemeinde verläuft die Maas-Saône-Wasserscheide, die von der Départementsstraße 164 über den 403 m liegenden Col du Haut de Salin überquert wird.
Das Gebiet der Gemeinde liegt in einem schmalen Streifen im äußersten Norden im Einzugsgebiet des Rheins und zu einem großen Teil im Einzugsgebiet der Rhône. Viviers-le-Gras wird vom Flüsschen Mause durchquert, das hier auch noch Ruisseau de Gras genannt wird und zur Saône entwässert. 
Das südliche Drittel des Gemeindeareals ist von Wäldern bedeckt (Forêt de la Belle Perche und les Grand Bois).
Nachbargemeinden von Viviers-le-Gras sind Lignéville im Norden, Provenchères-lès-Darney im Osten, Bleurville im Süden, Marey und Gignéville im Südwesten sowie Dombrot-le-Sec im Nordwesten.

## Geschichte
1635 belagerten schwedische Truppen das nahegelegene Dorf Saint-Baslemont und verwüsteten die Umgebung; unter anderem wurde das nahegelegene Dorf Nonville niedergebrannt. Die Bewohner von Viviers flohen in die Wälder und lebten dort über ein Jahr lang. Auf ihrem Rückzug zerstörten die Schweden auch Viviers, das etwas weiter talwärts wieder aufgebaut wurde.
Während der großen Pestepidemie 1720 wurden die Toten in Viviers aus Angst vor Ansteckung außerhalb des Friedhofes begraben. Die Gemarkung an einem Waldrand heißt noch heute „champ des morts“ (Totenfeld). 1754 forderte eine Cholera-Epidemie in Viviers-le-Gras 32 Todesopfer.
Zu Beginn des 20. Jahrhunderts gab es in Viviers einen Zimmermann, einen Schmied, einen Stellmacher, einen Schuster, einen Holzschuhmacher, einen Klempner, eine Hebamme und einen Bäcker, ein Lebensmittelgeschäft, ein Schuhgeschäft und zwei Cafés.

### Mühlen
In Viviers gab es zu Beginn des 20. Jahrhunderts zwei Wassermühlen.
Die Moulin Rouvenach, benannt nach ihrem Besitzer, hieß ab 1930 Moulin du bas (untere Mühle), als Henri Jeanvoine diese übernahm. Sie wurde modernisiert und arbeitete bis zum Ruhestand seines Sohnes im Jahr 1972.
Der Betrieb der Moulin Rodier endete bereits nach der Pensionierung des Besitzers Ermest Rodier im Jahr 1908. Nach dem allmählichen Verfall der Gebäude diente das Gelände zwischenzeitlich als Stall. Heute steht an der Stelle der alten Mühle ein Wohnhaus.

### Bevölkerungsentwicklung
| Jahr      | 1962 | 1968 | 1975 | 1982 | 1990 | 1999 | 2011 | 2022 |
| Einwohner | 200  | 227  | 203  | 192  | 200  | 185  | 183  | 182  |

Im Jahr 1836 wurde mit 480 Bewohnern die bisher höchste Einwohnerzahl ermittelt. Die Zahlen basieren auf den Daten von cassini.ehess und INSEE.

## Sehenswürdigkeiten
Der romanische Turm der Kirche Saint-Élophe (St. Eliphius) stammt aus dem 12. Jahrhundert, der Chor in gotischem Stil entstand Ende des 15. bis Anfang des 16. Jahrhunderts. Während der Zeit der Französischen Revolution wurde diverses Inventar beschlagnahmt, darunter silberne Vasen. Eine der beiden ursprünglich vor der Kirche stehenden Statuen der Heiligen Jungfrau wurde 1983 gestohlen, die andere steht seitdem in der Kirche.

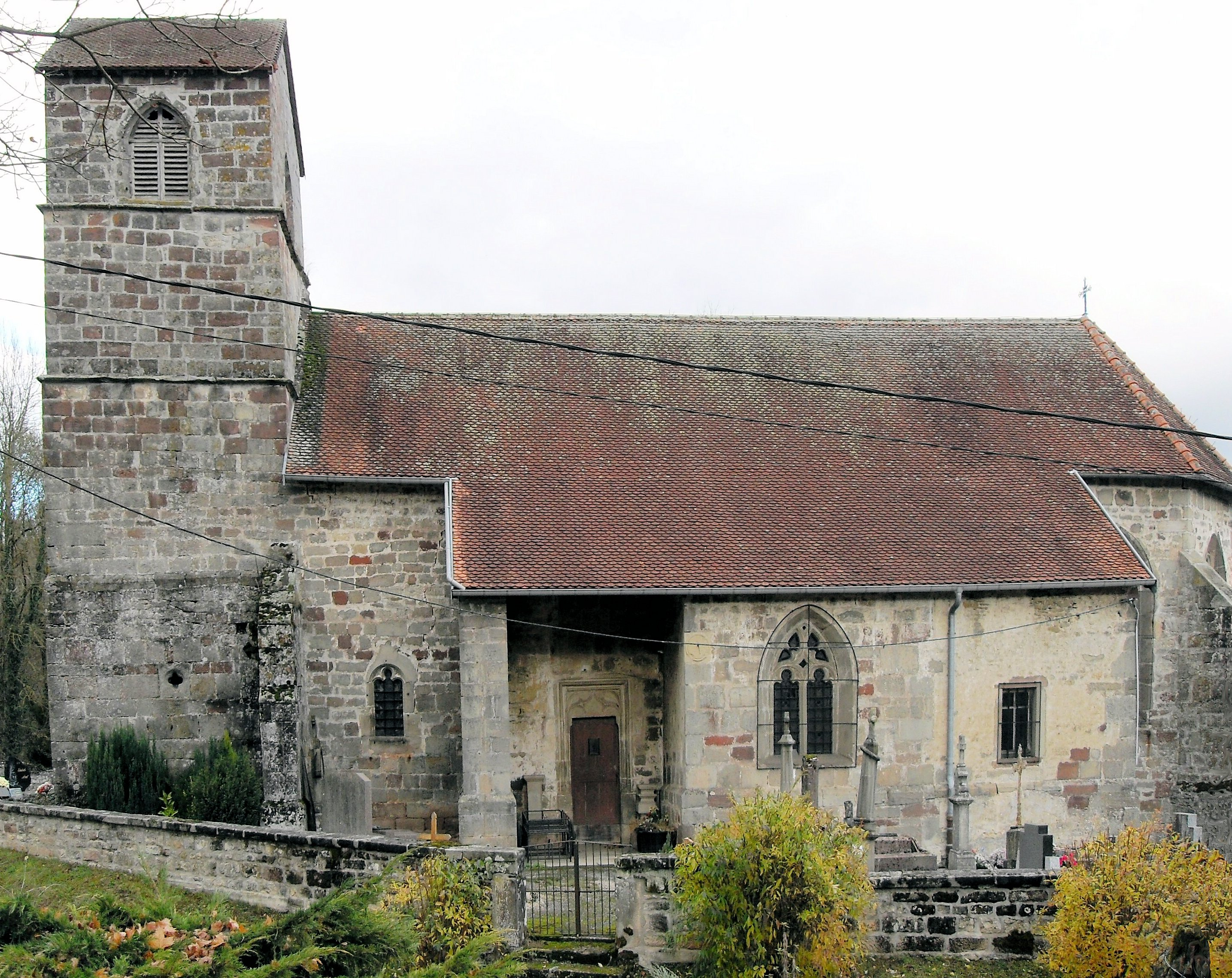
Kirche Saint-Élophe
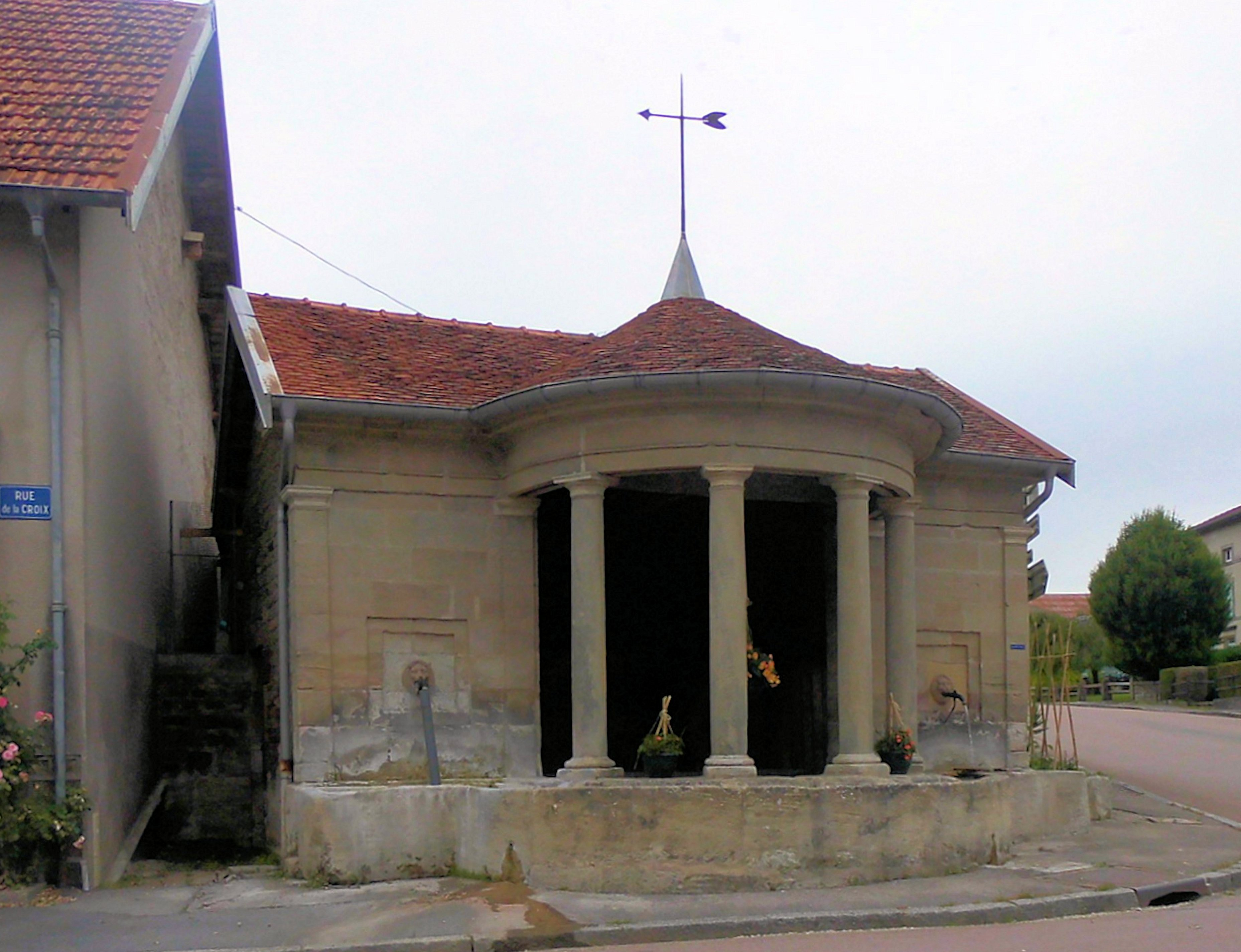
Brunnen und Lavoir an der Rue de la croix
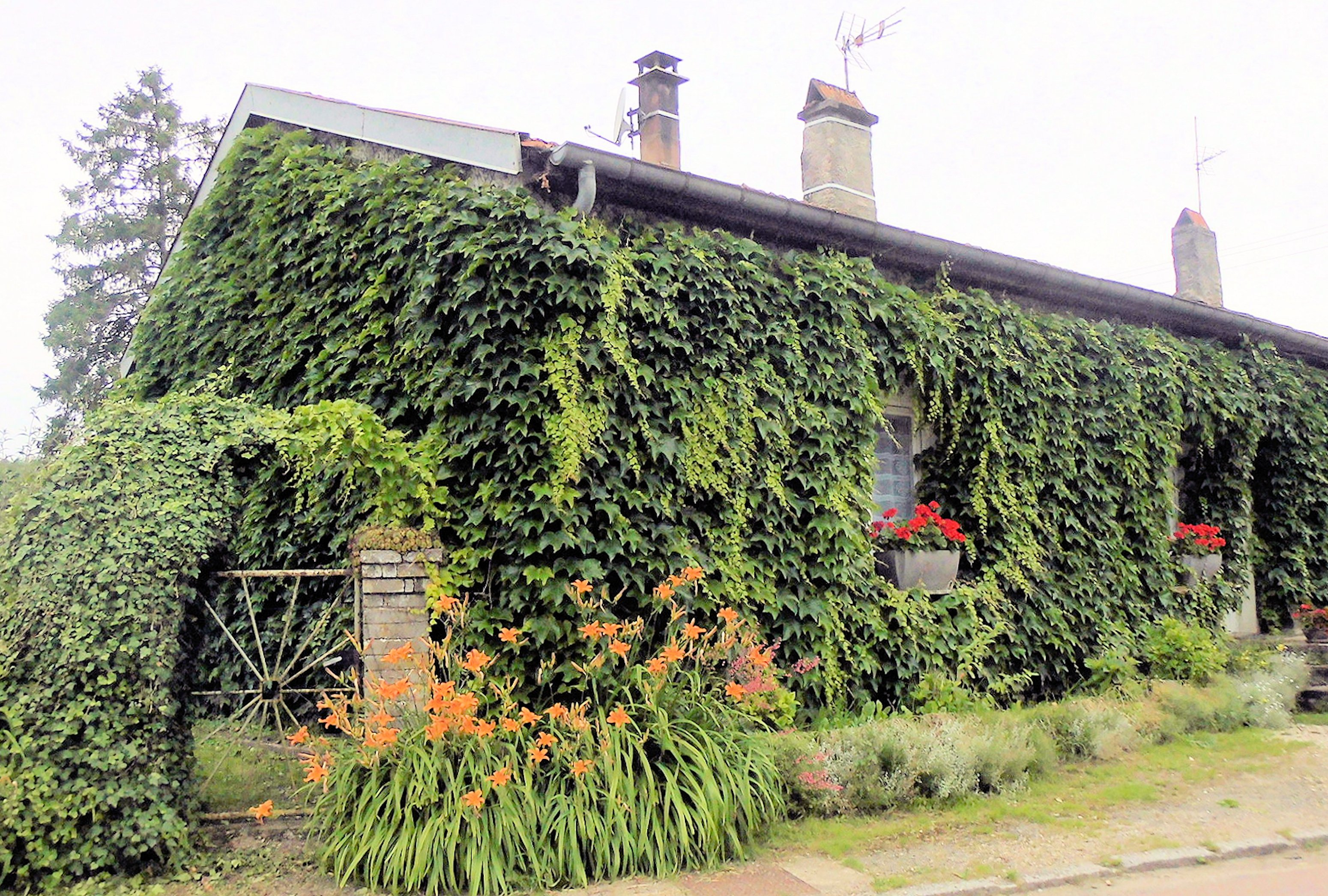
Ehemaliges Lavoir an der Rue des moulins

## Wirtschaft und Infrastruktur
In der Gemeinde Viviers-le-Gras sind acht Landwirtschaftsbetriebe ansässig (Getreide- und Obstanbau, Milchviehwirtschaft, Pferdezucht).
Durch die Gemeinde Viviers-le-Gras verläuft die Départementsstraße D 164 von Contrexéville nach Saint-Loup-sur-Semouse. In Bulgnéville, 16 Kilometer nordwestlich von Viviers-le-Gras, besteht ein Anschluss an die Autoroute A 31. Im acht Kilometer entfernten Contrexéville befindet sich der nächstgelegene Bahnhof an der Bahnstrecke Merrey–Hymont-Mattaincourt.

## Belege
1. ↑  kurzer Geschichtsabriss auf monthureux.fr (französisch)
2. ↑  Viviers-le-Gras auf cassini.ehess
3. ↑  Viviers-le-Gras auf INSEE
4. ↑  Landwirtschaftsbetriebe auf annuaire-mairie.fr (französisch)